# Makropode
Der Makropode (Macropodus opercularis), auch Paradiesfisch, Gabelschwanzmakropode, Großflosser oder Kiemenfleck genannt, gehört zur Gattung der Paradiesfische aus der Unterordnung der Labyrinthfische. Die männlichen Tiere werden etwa 8 cm groß und sind vor allem in der Paarungszeit prächtig gefärbt, die Weibchen bleiben etwas kleiner und haben eine eher schlicht-braune Färbung. Zudem besitzen die Männchen lang ausgezogene Flossenspitzen („Filamente“) bei Schwanz-, After- und Rückenflosse.

## Namensherkunft
Macropodus: von Griechisch μακρός (makrós) für „lang, groß“ und ποδός (podós) für „Fuß, Bein“, wegen der teils lang ausgezogenen Flossen der Gattung, insbesondere der geschlechtsreifen Männchen.
opercularis: vermutlich ein Verweis auf den bezeichnenden Fleck auf dem Kiemendeckel, dem so genannten Opercularfleck, von lat. operculum (Kiemendeckel).
 Synonyme
Labrus opercularis Linnaeus, 1758; Labrus operculatus Gmelin, 1789; Chaetodon chinensis (Bloch, 1790); Macropodus chinensis (Bloch, 1790); Macropodus viridi-auratus La Cepède, 1801; Macropodus venustus (Cuvier)

## Erscheinungsbild

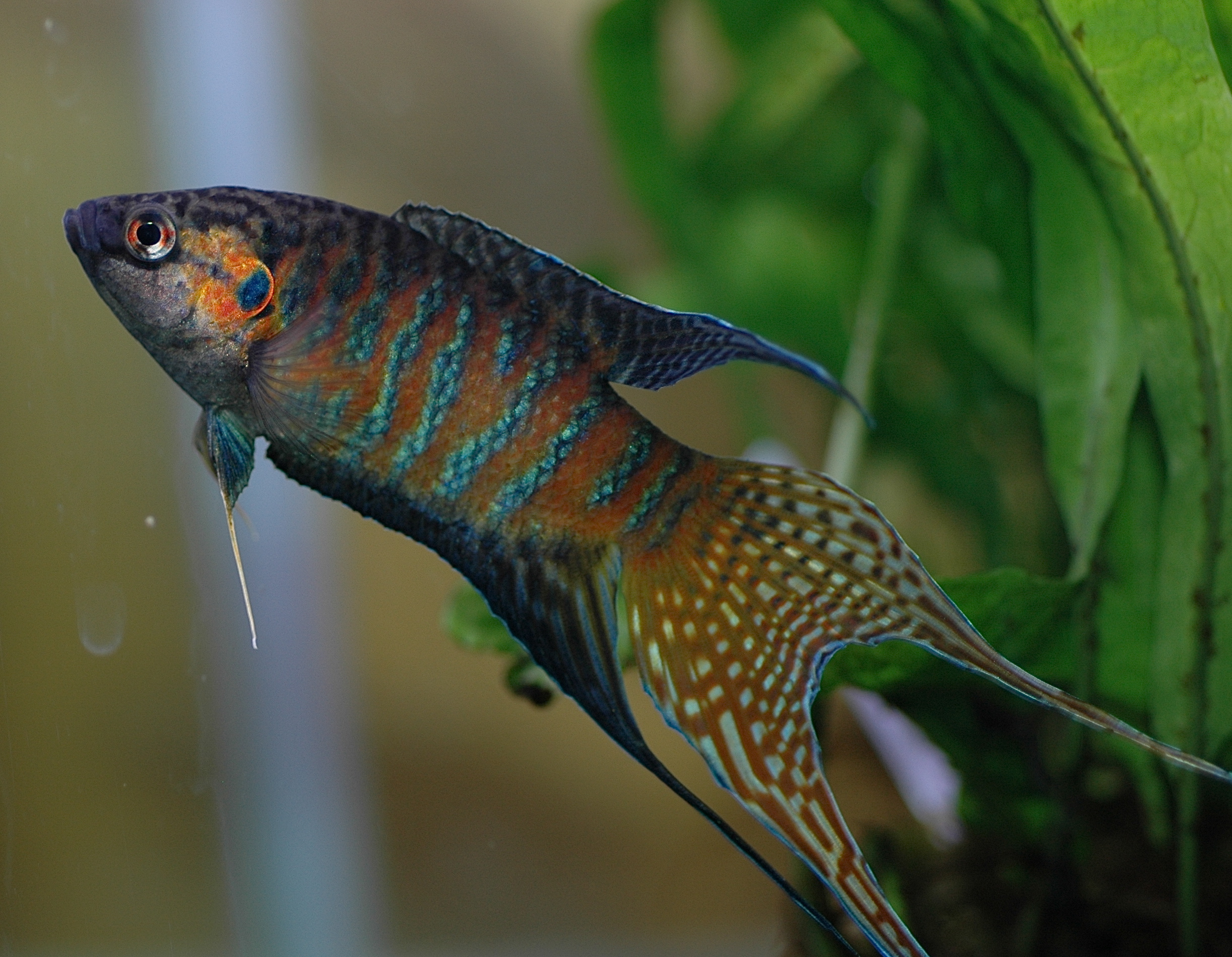
Männchen, möglicherweise Wildform

Der Paradiesfisch erreicht von der Maulspitze bis zu den Filamenten der Schwanzflosse eine Länge bis zu 10,4 cm, die Standard-Höchstlänge liegt bei 70 bis 80 mm. Eine andere Quelle nennt eine Maximallänge von 6,7 cm und eine Durchschnittslänge von 5,5 cm. Innerhalb der Labyrinthfische gehört er damit zu den mittelgroßen Vertretern. Die Schwanzflosse ist tief gegabelt und lang ausgezogen. Die Grundfärbung des Körpers ist graugelb bis grüngelblich; generell verändert sich die Körperfärbung innerhalb der Fortpflanzungsperiode. Weibchen sind generell unauffälliger als Männchen gefärbt.
Auf der Stirn und dem Vorderrücken befinden sich schwärzliche Tupfen, die von Individuum zu Individuum sehr unterschiedlich sein können. Typisch für diese Art sind sechs bis elf Querstreifen über den Körper, deren Farbe zwischen ziegelrot und rotbraun schwanken kann.
Der Opercularfleck, der das evolutionäre Merkmal dieser Gattung ist, ist hellgrün bis dunkelblau. Am Hinterrand weist er einen ziegelroten Randsaum auf. Auffällig ist auch der dunkle Augenzügel, der vom Auge in Richtung Opercularfleck führt.
Während der Balz ist vor allem die Färbung des Männchens intensiver und leuchtender. Die Flossen und die obere Körperhälfte haben dann häufig einen blauen Anflug. Der Farbkontrast bei der ultramarinblau gefärbten Afterflosse und ihrem weißen Saum ist dann deutlich auffällig. Die Bauchflossen sind hellblau. Der erste Weichstrahl, der stark verlängert ist, weist am Ende eine rote Färbung auf.

## Verbreitungsgebiet

### Autochthones Vorkommen

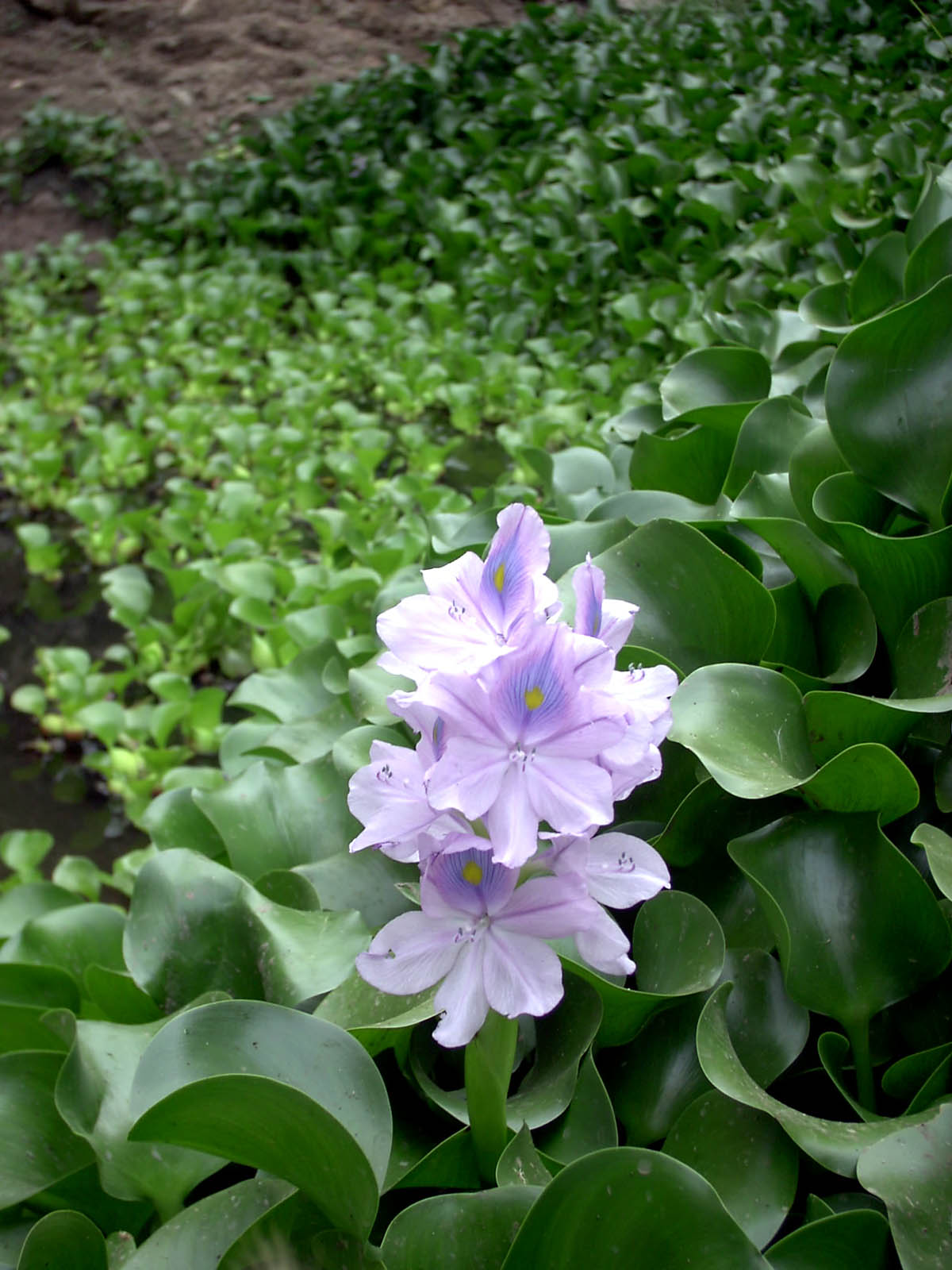
Wasserhyazinthe – Wasserpflanzen wie diese bieten den Schaumnestern der Makropoden Schutz

Ihr Verbreitungsgebiet liegt in sauerstoffarmen Teichen und Tümpeln von China bis Südost-Asien. Die genauen Grenzen des natürlichen Verbreitungsgebiets sind allerdings nicht einfach zu bestimmen. Vielerorts wurde der Makropode ebenso ausgesetzt wie andere Arten dieser Gattung, so dass es eine Reihe von allochthonen Vorkommen gibt. Das Hauptverbreitungsgebiet ist jedoch in jedem Fall Mittel- und Südchina. Er kommt außerdem auf den zwei dem chinesischen Festland vorgelagerten Inseln Hainan und Taiwan vor. Zudem ist er in Nordvietnam zu finden. In Hanoi ist er in fast allen städtischen Gewässern anzutreffen. In Ho-Chi-Minh-Stadt dagegen fehlt er.
Die Typuslokalität liegt vermutlich in der Nähe von Guangdong in Südchina.

### Allochthone Vorkommen
Seine Verbreitung in Süd-Korea, Japan, Malaysia, Singapur, Indien und den Vereinigten Staaten ist durch den Menschen bedingt.

## Lebensraum

Schaumnest des Gabelschwanzmakropoden (Macropodus opercularis) FO Taiwan

Der Makropode bevorzugt Gewässer, die dicht mit Wasserpflanzen besiedelt sind. In der Umgebung von Hanoi weisen die von ihm besiedelten Gewässer häufig Muschelblumen (Pistia stratiotes) oder Wasserhyazinthen (Eichhornia crassipes) auf. Sie bieten den Fischen die Möglichkeit, ihre Schaumnester anzulegen.
Paradiesfische sind auch in Reisfeldern zu finden, wenn sie eine Gewässerhöhe von ungefähr 15 Zentimeter haben, meistens jedoch in deren Zuflüssen. Sie sind hier häufig mit Ostasiatischen Schlammpeitzgern (Misgurnus anguillicaudatus), Kiemenschlitzaalen (Monopterus javaensis), Reiskärpflingen (Oryzias latipes) sowie Karpfen, Karauschen und Goldfischen vergesellschaftet.

## Lebensweise

### Allgemeines Verhalten
Makropoden sind sehr ruhige Fische, die auch während des Tages längere Ruhephasen einlegen und gelegentlich auf den Blättern von Wasserpflanzen ruhen. In dieser Zeit ist auch ihre Atmung herabgesetzt. Während der Nacht halten sich die Fische entweder kurz unter der Wasseroberfläche auf, oder ruhen in tieferen Wasserschichten auf Pflanzen.
Die Schwanzflosse ist das Hauptantriebs- und Steuerorgan beim Schwimmen. Sie sind allerdings weder besonders schnelle, noch ausdauernde oder gewandte Schwimmer. Die Brustflosse dient zur Ausbalancierung des Körpers. Sie befindet sich fast ständig in einer fächelnden Bewegung.

### Verhaltensrepertoire
Durch Beobachtungen im Aquarium konnte festgestellt werden, dass Macropodus opercularis gegenseitig Eier oder Jungfische aus fremden Schaumnestern in das eigene verfrachten.
Mit Hilfe gezielt ausgespuckten Wassers können sie sich Nahrungsmittel, die sich oberhalb der Wasserlinie befinden, zugänglich machen.
Zudem können Geräusche vernommen werden, die von den Tieren stammen.

## Aquaristik

### Erstimport
Ein französischer Soldat mit Nachnamen Gerault führte Macropodus opercularis aus Ningbo im Jahr 1869 in die europäische Aquaristik ein, zunächst in Frankreich. Von hundert eingeführten Exemplaren überlebten 22. Im selben Jahr wurden sie von Pierre Carbonnier nachgezüchtet. Macropodus opercularis gehört daher zu den ersten eingeführten Aquarienfischen, sprich Zierfischen. 1876 wurde die Art in Deutschland eingeführt.

### Haltung

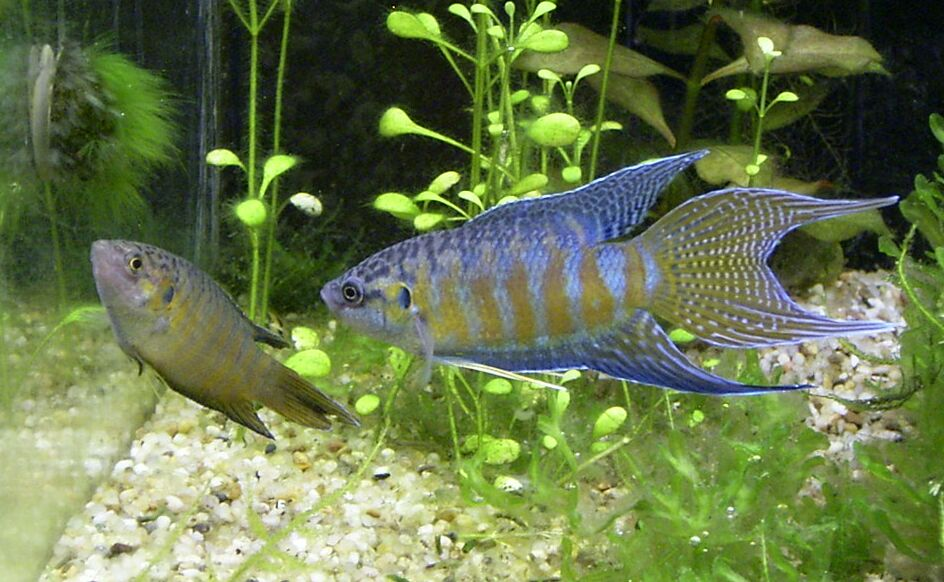
Makropode, blauer Farbschlag, links das ♀, rechts das ♂. Beim ♂ ist deutlich die Gabelung der Schwanzflosse zu erkennen

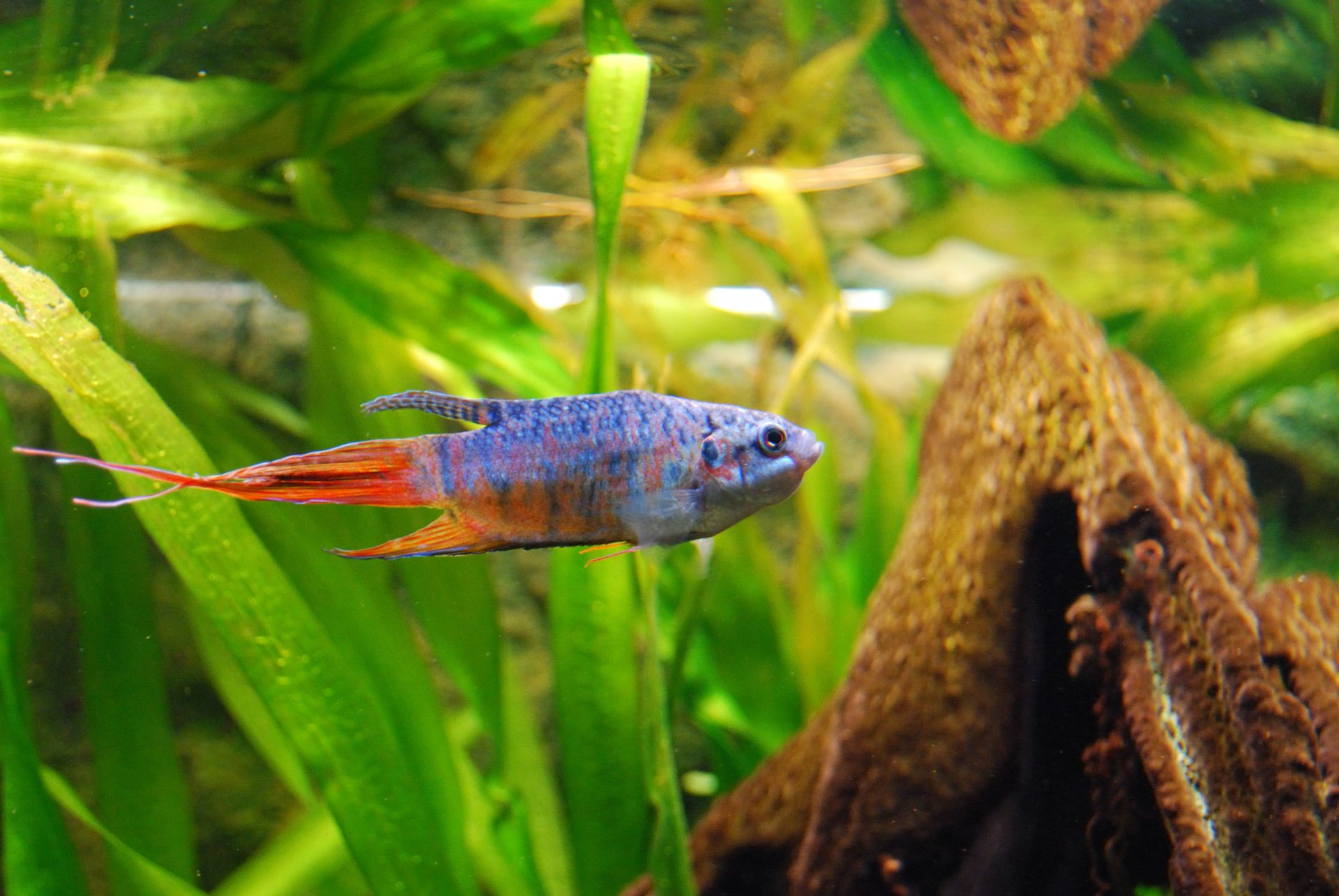
Macropodus opercularis (♂), blauer Farbschlag, in einem dem natürlichen Lebensraum nachgebildeten Aquarium

Die Fische lassen sich leicht im Aquarium halten, da die Tiere relativ anspruchslos sind. Eine Haltung ohne Heizung und Filteranlage ist möglich, die Fische mögen sogar eine leichte Veralgung. Ein reichlich bepflanztes Becken kommt dem natürlichen Lebensraum der Tiere in Asien nahe. Auch einige Verstecke oder Höhlen sind angebracht, dies mindert aggressives Verhalten, das wohl aufgrund der Territorialansprüche im engen Aquarium gelegentlich auffällt, insbesondere wenn die Fische auch außerhalb der Paarungszeit hohen Temperaturen eines Warmwasser-Aquariums ausgesetzt sind.
Es wird oftmals davon abgeraten, mehrere männliche Exemplare zusammen zu halten. Mit hoher Wahrscheinlichkeit kommt es dann zu sehr aggressivem Verhalten und Kämpfen, welche sogar mit dem Tode enden können. Dies gilt insbesondere für kleine Aquarien mit wenigen Versteckmöglichkeiten. Auch wird von der Haltung mit Fischen mit sehr farbenfrohen und großen Schwanzflossen wie bestimmten Guppyarten oder dem  Siamesischen Kampffisch abgeraten.
 Mit Scheibenbarschen und Fischen ähnlicher Größe und ähnlichem Verhalten lassen sie sich jedoch problemlos vergesellschaften.
Wegen ihrer Herkunft sind die Tiere sehr temperaturtolerant. Bis herab zu 10 °C stellen – bei nicht zu abrupter Abkühlung – für das Wohlbefinden kein Problem dar, was man am Verhalten, am Fressverhalten, an der Färbung und an der Krankheitsanfälligkeit gut belegen kann.
Förderlich ist eine kühle Überwinterung in den Wintermonaten.

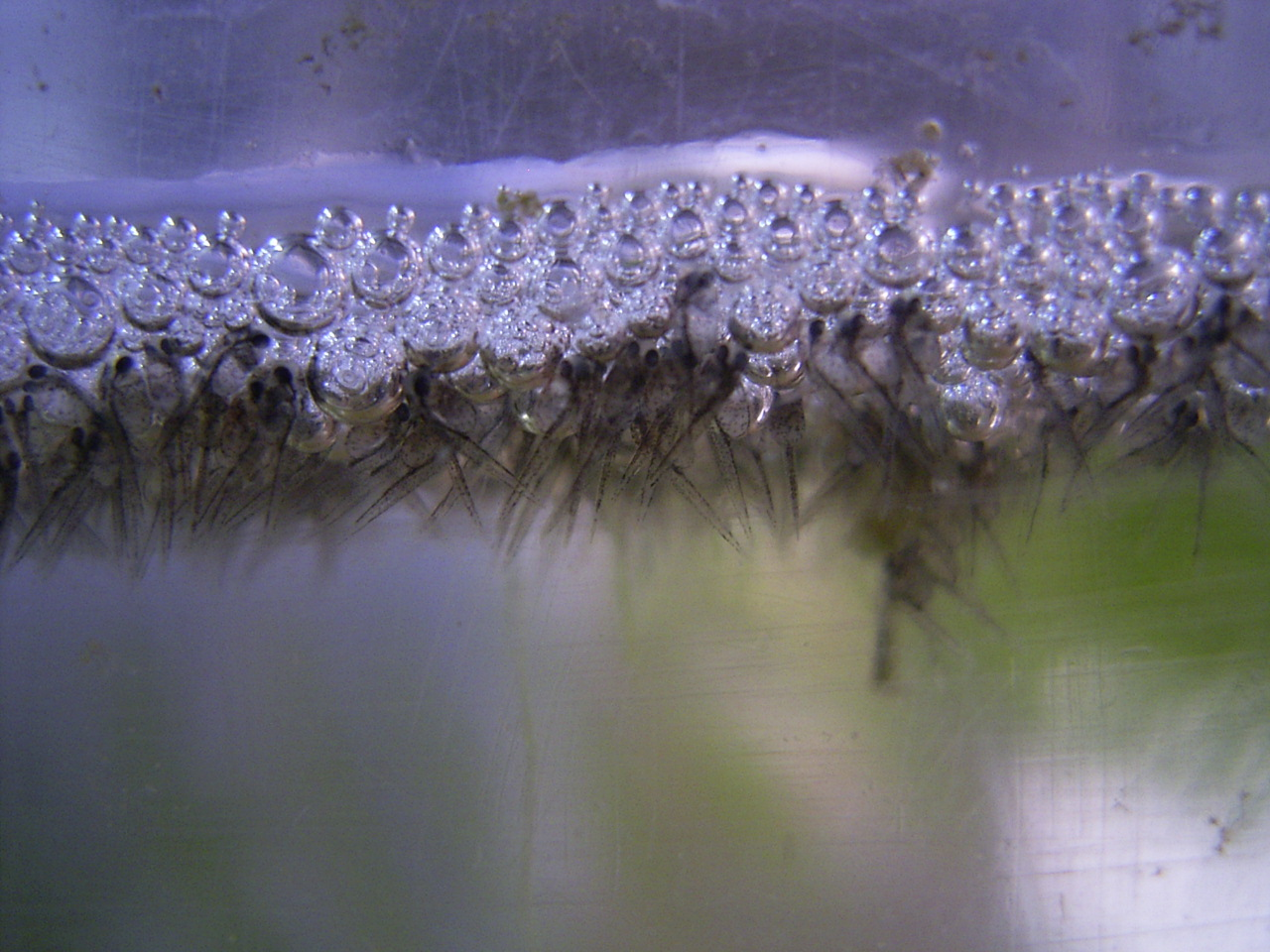
Jungfische unter dem Schaumnest

### Zucht
Recht oft gelingt auch die Zucht im Aquarium. Interessant ist das Brutpflegeverhalten: die Männchen bauen – wie alle Labyrinthfische – ein Schaumnest, in das die Eier abgelegt werden. Das Gelege selbst wird dann vom Männchen bis zum Schlupf der Jungen bewacht und gegen Eindringlinge verteidigt. Dieses Brutpflegeverhalten nennt man „Vaterfamilie“. Das Weibchen sichert die Außengrenzen des Reviers.
Von Mai oder Juni bis September im Gartenteich gehalten, kann im Herbst oft eine größere Menge Nachwuchs abgefischt werden.
Bei niedrigeren Temperaturen wachsen die Jungfische langsamer heran. Dies führt zu einem kräftigen Körper und zur Ausbildung größerer Flossen, als wenn die Jungfische in so genannter „Dampfzucht“ bei zu hohen Temperaturen zu schnell aufgezogen werden, was auch zu Zwergwuchs führen kann.

### Zuchtformen und Wildformen in der Aquaristik

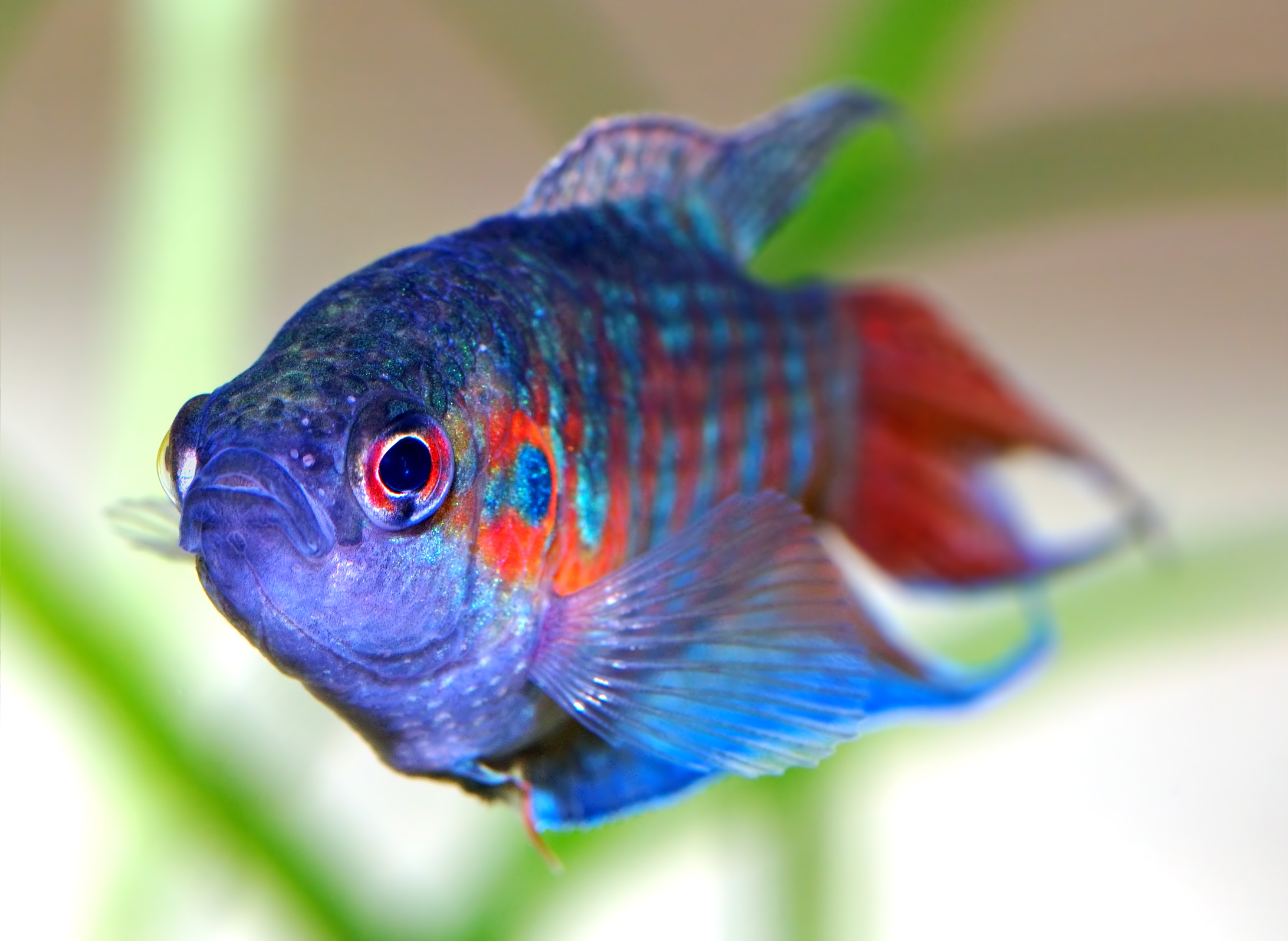
Frontalansicht, vermutlich blaue Zuchtform

Bislang gibt es im Wesentlichen vier Farbschläge durch Züchtungsselektion:
Zum einen ist dies der „Albino“-Makropode und/oder eine xanthoristische Form. Der Albino-Makropode ist rosafarben mit rötlichem Bandmuster und hat häufig geschwächte Augenleistung.
Am bekanntesten und am weitesten verbreitet ist die blaue Form („Blue“). Sie ist in den 1950er Jahren entstanden. In den 1990er Jahren entstand eine streifenlose, rote Form. Um 2011 kam eine blaue streifenlose Form dazu, die ein breites rötliches bis orangebraunes braunes Band auf den Flanken trägt.
Daneben werden von Spezialisten auch Wildformen gehalten und möglichst rein vermehrt, wie zum Beispiel Formen aus Fundorten wie Nanking, Dong Hoi oder Taiwan.
Im Handel in Deutschland sind aufgrund von so genannten „Dampfzuchten“ meist blasse Fische, die nicht die Pracht der Wildformen oder gekonnter Zucht der Farbschläge erreichen.

## Trivia
Die jährlich viermal erscheinende Mitgliederzeitschrift der Internationalen Gemeinschaft für Labyrinthfische (IGL) heißt seit der Gründung im Jahr 1979 „Der Makropode“. Sie ist eine Fachzeitschrift (ISSN 0937-177X). Auch das Logo der Internationalen Gemeinschaft für Labyrinthfische (IGL) zeigt einen – stilisierten – Makropoden. Zudem war der Makropode mehrfach auf Briefmarken dargestellt.